# 翠嶺里

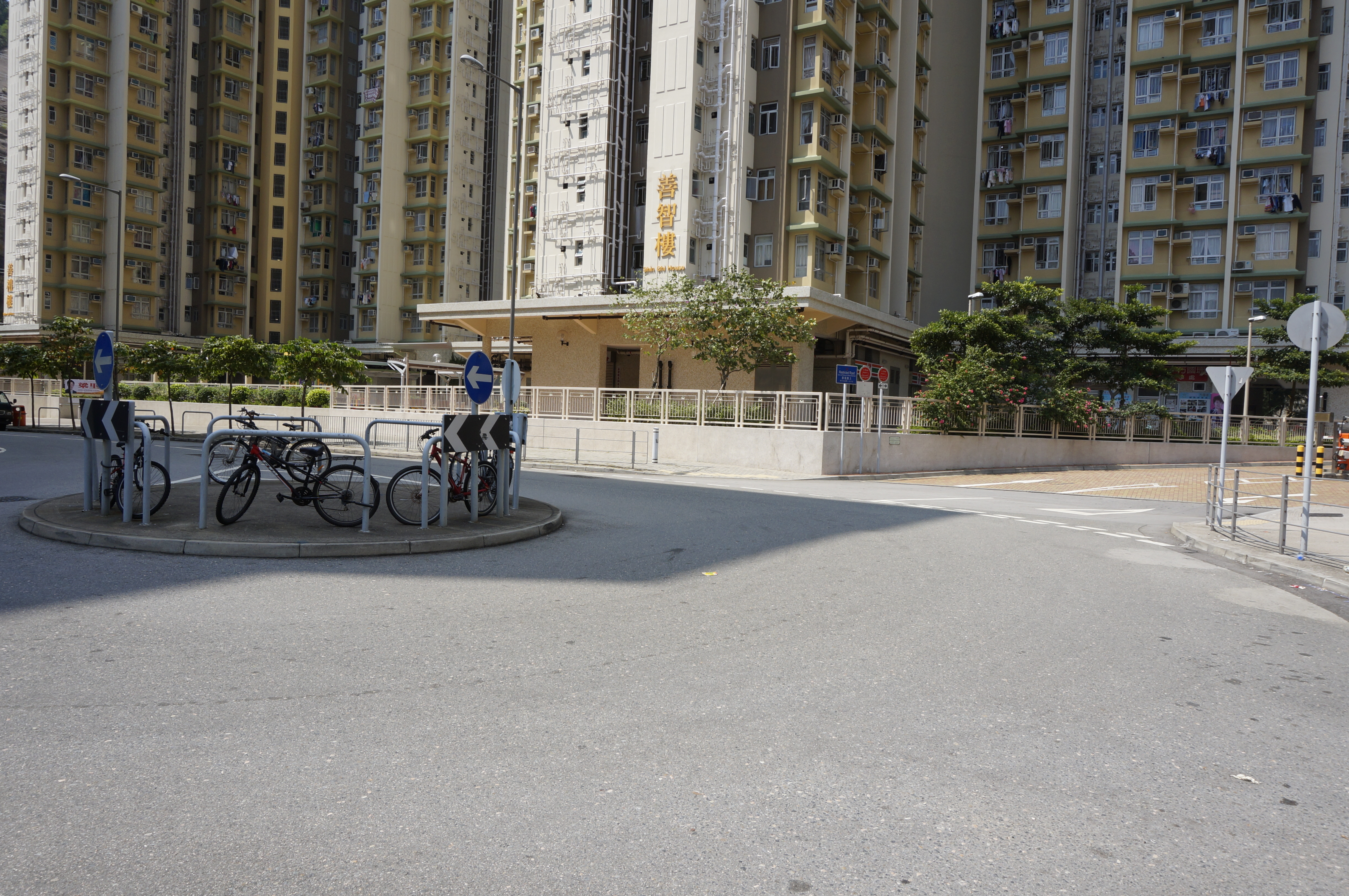
翠嶺里迴旋處與善明邨屋邨道路入口

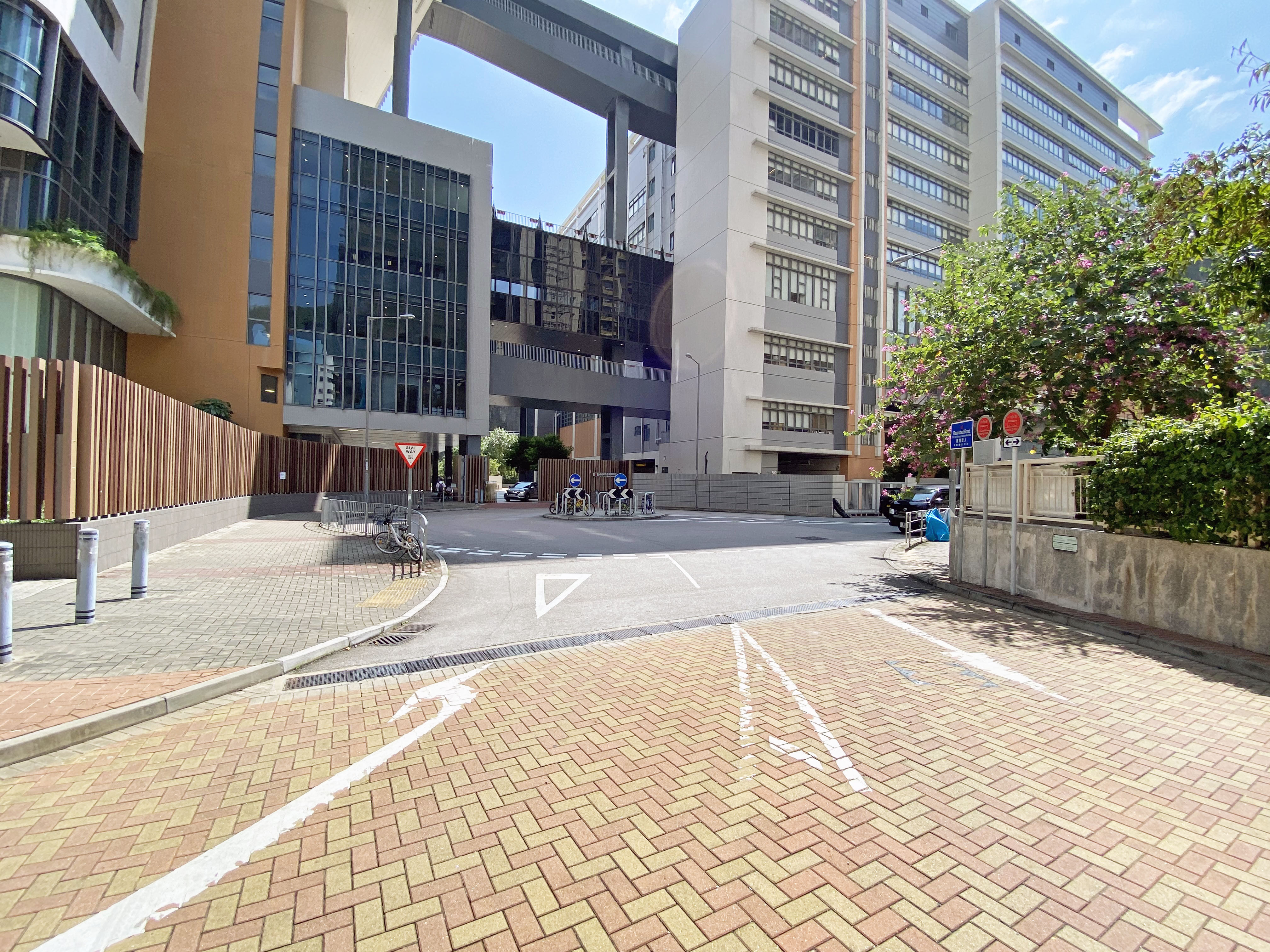
翠嶺里迴旋處與善明邨行車出入口

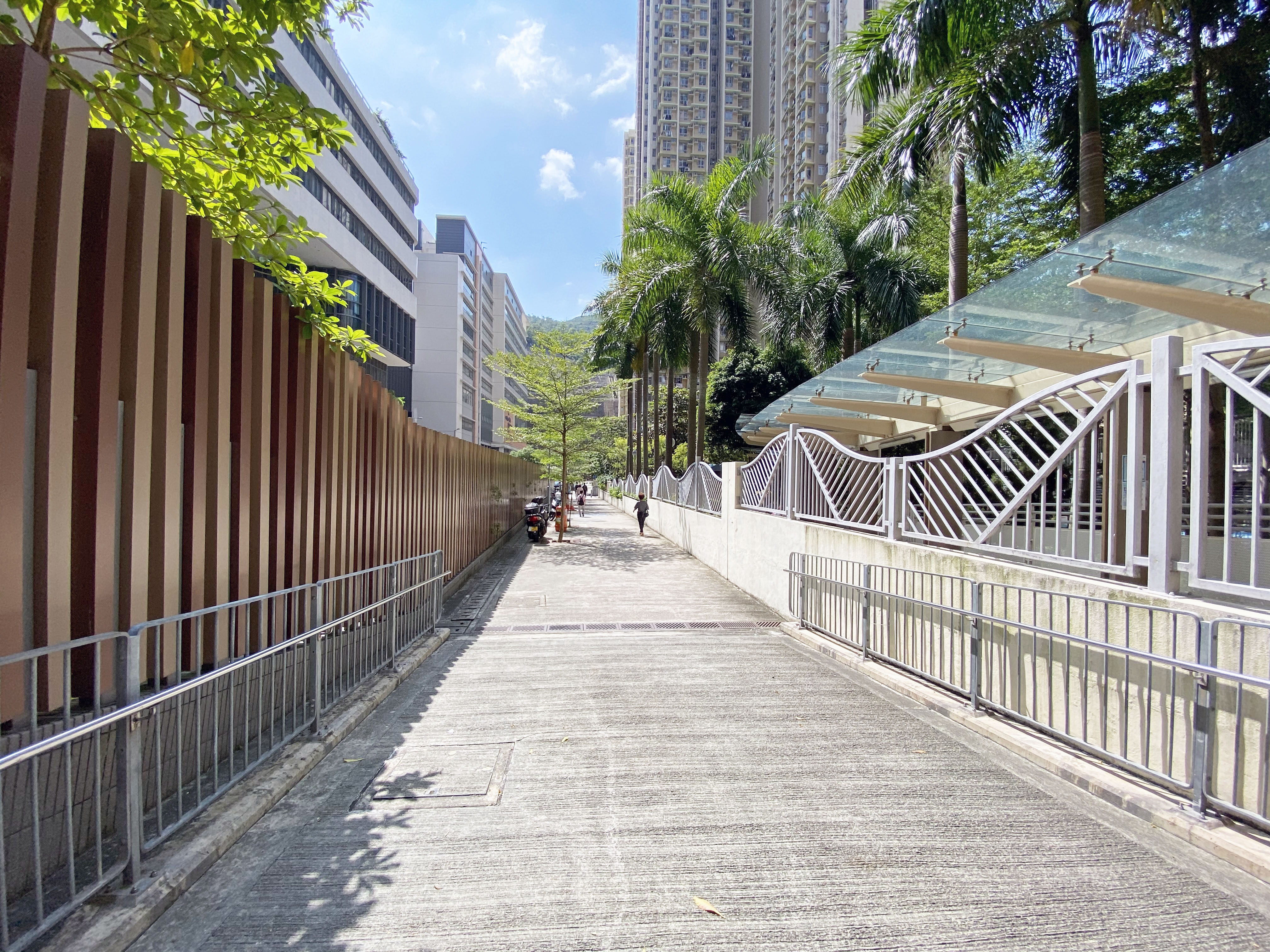
翠嶺里遊樂場旁的行人通道

翠嶺里（英語：Chui Ling Lane）是香港的一條道路，位於新界西貢區調景嶺善明邨內。此道路連接翠嶺路交界，翠嶺里兩旁都有建築物，左側是公共屋邨善明邨善禮樓與善智樓，已於2011年4月入伙，而右側為明愛白英奇專業學校，此道路盡頭曾是露天停車場，命名為威信停車場，現已遷移並建成聖方濟各大學的校舍，已於2017年7月開幕。值得一提的是，翠嶺里是調景嶺區內最短的道路。

## 事件
2011年1月3日，調景嶺翠嶺里善明邨建築地盤下午4時45分發生工業意外，一名年約50歲的男工人，並在操作工業器械的時候，右手手臂及尾指被器械擊中受傷，當救護員到場後，之後將傷者直接送往伊利沙伯醫院搶救。
2013年5月16日，梁振英出席一個教育研討會時，在會場外遇到示威，離開時座駕更被包圍近20分鐘，警員抬走部分示威者，才成功「脫險」。警方回應，上午接獲報案，指行政長官離開校園會場時，有示威人士擾亂現場秩序，要求警員到場協助。警方到場，發現示威人士強行阻撓行政長官座駕離開，繼而佔據翠嶺里的行車線，警員多次向示威人士發出勸喻和警告，但示威人士拒絕聽從，繼續阻塞行車線，破壞社會安寧。

## 遊樂場
- 善明邨遊樂場

## 沿途建築物
- 善禮樓、善智樓
- 明愛白英奇專業學校
- 聖方濟各大學
- 羽毛球場
- 籃球場
- 都會駅
- 城中駅

## 圖片集
- 公共房屋善明邨
- 明愛白英奇專業學校
- 翠嶺里的路牌
- 翠嶺里與翠嶺路交界處
- 善明邨羽毛球場，位於翠嶺里與翠嶺路之間
- 善明邨籃球場，位於翠嶺里旁側
- 善明邨威信停車場，已於2013年8月1日起停止運作
- 善明邨休憩區與遊樂場，位於翠嶺里旁側

## 鄰近屋宇
- 維景灣畔
- 城中駅
- 都會駅
- 健明邨

## 鄰近街道
- 翠嶺路
- 彩明街